# Else Bierau
Elisabeth Lina Anna genannt Else Bierau geborene Schrimpf (* 5. April 1877 in Meiches; † 1. Oktober 1966 in Darmstadt) war eine deutsche Politikerin im Volksstaat Hessen (Deutsche Volkspartei) und Abgeordnete des Landtags des Volksstaates Hessen in der Weimarer Republik.

## Familie
Else Bierau war die Tochter des Kirchenrates und evangelischen Pfarrers Valentin Schrimpf und dessen Frau Emilie geborene Schudt. Else Bierau heiratete am 26. September 1899 in Butzbach den Obersteuerkontrolleur Ludwig Bierau (* 1860; † 2. April 1902).
Else Bierau lebte als Hausfrau in Darmstadt und war Mitglied verschiedener städtischer Ausschüsse und im Evangelischen Frauenbund. Für die DVP wurde sie in den Landtag gewählt, dem sie in der ersten Wahlperiode von 1919 bis 1921 angehörte. Sie gehörte der Bekennenden Kirche an.